# Kolem Baskicka 2022
61. ročník etapového cyklistického závodu Kolem Baskicka se konal mezi 4. a 9. dubne 2022 ve španělském autonomním společenství Baskicku. Celkovým vítězem se stal Kolumbijec Daniel Felipe Martínez z týmu Ineos Grenadiers. Na druhém a třetím místě se umístili Španěl Jon Izagirre (Cofidis) a Rus Aleksandr Vlasov (Bora–Hansgrohe). Závod byl součástí UCI World Tour 2022 na úrovni 2.UWT a byl třináctým závodem tohoto seriálu.

## Týmy
Závodu se zúčastnilo všech 18 UCI WorldTeamů a 5 UCI ProTeamů. Alpecin–Fenix a Arkéa–Samsic dostaly automatické pozvánky jako nejlepší UCI ProTeamy sezóny 2021, oba týmy však svou pozvánku zamítly. Dalších 5 UCI ProTeamů (Burgos BH, Caja Rural–Seguros RGA, Equipo Kern Pharma, Euskaltel–Euskadi a Team TotalEnergies) byly vybrány organizátory závodu. Všechny týmy přijely se sedmi jezdci kromě týmů Quick-Step–Alpha Vinyl, Bora–Hansgrohe, Israel–Premier Tech, EF Education–EasyPost a Lotto–Soudal se šesti jezdci. Clément Champoussin z týmu AG2R Citroën Team odstoupil těsně před zahájením závodu, celkem se tak na start postavilo 156 závodníků. Do cíle na stoupání Arrate dojelo 54 z nich. Dalších 39 závodníků také proťalo cílovou pásku, avšak mimo časový limit.
UCI WorldTeamy
- AG2R Citroën Team
- Astana Qazaqstan Team
- Bora–Hansgrohe
- Cofidis
- EF Education–EasyPost
- Groupama–FDJ
- Ineos Grenadiers
- Intermarché–Wanty–Gobert Matériaux
- Israel–Premier Tech
- Lotto–Soudal
- Movistar Team
- Quick-Step–Alpha Vinyl
- Team Bahrain Victorious
- Team BikeExchange–Jayco
- Team DSM
- Team Jumbo–Visma
- Trek–Segafredo
- UAE Team Emirates

UCI ProTeamy
- Burgos BH
- Caja Rural–Seguros RGA
- Equipo Kern Pharma
- Euskaltel–Euskadi
- Team TotalEnergies

## Trasa a etapy
| Etapa         | Datum         | Trasa                       | Vzdálenost    | Typ      | Typ                  | Vítěz                        |          |
| ------------- | ------------- | --------------------------- | ------------- | -------- | -------------------- | ---------------------------- | -------- |
| 1             | 4. dubna      | Hondarribia – Hondarribia   | 7,5 km        |          | Individuální časovka | Primož Roglič (SLO)          |          |
| 2             | 5. dubna      | Leitza – Viana              | 207,6 km      |          | Zvlněná etapa        | Julian Alaphilippe (FRA)     |          |
| 3             | 6. dubna      | Ermualde (Laudio) – Amurrio | 181,7 km      |          | Zvlněná etapa        | Pello Bilbao (ESP)           |          |
| 4             | 7. dubna      | Gasteiz – Zamudio           | 185,6 km      |          | Zvlněná etapa        | Daniel Felipe Martínez (COL) |          |
| 5             | 8. dubna      | Zamudio – Mallabia          | 163,8 km      |          | Horská etapa         | Carlos Rodríguez (ESP)       |          |
| 6             | 9. dubna      | Eibar – Arrate (Eibar)      | 135,7 km      |          | Horská etapa         | Jon Izagirre (ESP)           |          |
| Celková délka | Celková délka | Celková délka               | Celková délka | 881,9 km | 881,9 km             | 881,9 km                     | 881,9 km |

## Průběžné pořadí
| Etapa          | Vítěz              | Celkové pořadí  | Bodovací soutěž    | Vrchařská soutěž   | Soutěž mladých jezdců | Soutěž Basků | Soutěž týmů            | Cena bojovnosti    |
| -------------- | ------------------ | --------------- | ------------------ | ------------------ | --------------------- | ------------ | ---------------------- | ------------------ |
| 1              | Primož Roglič      | Primož Roglič   | Primož Roglič      | Remco Evenepoel    | Remco Evenepoel       | Jon Izagirre | Quick-Step–Alpha Vinyl | neuděleno          |
| 2              | Julian Alaphilippe | Primož Roglič   | Primož Roglič      | Ibon Ruiz          | Remco Evenepoel       | Jon Izagirre | Quick-Step–Alpha Vinyl | Ibon Ruiz          |
| 3              | Pello Bilbao       | Primož Roglič   | Julian Alaphilippe | Cristián Rodríguez | Remco Evenepoel       | Pello Bilbao | Team Jumbo–Visma       | Cristián Rodríguez |
| 4              | Daniel Martínez    | Primož Roglič   | Julian Alaphilippe | Cristián Rodríguez | Remco Evenepoel       | Pello Bilbao | Ineos Grenadiers       | Victor Lafay       |
| 5              | Carlos Rodríguez   | Remco Evenepoel | Julian Alaphilippe | Cristián Rodríguez | Remco Evenepoel       | Pello Bilbao | Ineos Grenadiers       | Marc Soler         |
| 6              | Jon Izagirre       | Daniel Martínez | Daniel Martínez    | Cristián Rodríguez | Remco Evenepoel       | Jon Izagirre | Ineos Grenadiers       | Jon Izagirre       |
| Konečné pořadí | Konečné pořadí     | Daniel Martínez | Daniel Martínez    | Cristián Rodríguez | Remco Evenepoel       | Jon Izagirre | Ineos Grenadiers       | neuděleno          |

- Ve 2. etapě nosil Geraint Thomas, jenž byl čtvrtý v bodovací soutěži, zelený dres, protože lídr této klasifikace Primož Roglič nosil žlutý dres vedoucího závodníka celkového pořadí, druhý jezdec této klasifikace Remco Evenepoel nosil puntíkovaný dres lídra vrchařské soutěže a třetí jezdec této klasifikace Rémi Cavagna nosil dres francouzského národního šampiona v silničním závodu.
- Ve 2. etapě nosil Ben Tulett, jenž byl druhý v soutěži mladých jezdců, modrý dres, protože lídr této klasifikace Remco Evenepoel nosil puntíkovaný dres lídra vrchařské soutěže.
- Ve 3. etapě nosil Adam Yates, jenž byl čtvrtý v bodovací soutěži, zelený dres, protože lídr této klasifikace Primož Roglič nosil žlutý dres vedoucího závodníka celkového pořadí, druhý jezdec této klasifikace Remco Evenepoel nosil puntíkovaný dres lídra vrchařské soutěže a třetí jezdec této klasifikace Julian Alaphilippe nosil dres mistra světa v silničním závodu.
- V 6. etapě nosil Felix Gall, jenž byl druhý v soutěži mladých jezdců, modrý dres, protože lídr této klasifikace Remco Evenepoel nosil žlutý dres lídra celkového pořadí.

## Konečné pořadí
| Legenda | Legenda                          | Legenda | Legenda                               |
| ------- | -------------------------------- | ------- | ------------------------------------- |
|         | Označuje lídra celkového pořadí  |         | Označuje lídra soutěže mladých jezdců |
|         | Označuje lídra bodovací soutěže  |         | Označuje lídra soutěže týmů           |
|         | Označuje lídra vrchařské soutěže |         |                                       |

### Celkové pořadí
| Pořadí | Jezdec                 | Tým                     | Čas         |
| ------ | ---------------------- | ----------------------- | ----------- |
| 1      | Daniel Martínez (COL)  | Ineos Grenadiers        | 21h 59' 36" |
| 2      | Jon Izagirre (ESP)     | Cofidis                 | + 11"       |
| 3      | Aleksandr Vlasov       | Bora–Hansgrohe          | + 16"       |
| 4      | Remco Evenepoel (BEL)  | Quick-Step–Alpha Vinyl  | + 21"       |
| 5      | Pello Bilbao (ESP)     | Team Bahrain Victorious | + 32"       |
| 6      | Jonas Vingegaard (DEN) | Team Jumbo–Visma        | + 32"       |
| 7      | Marc Soler (ESP)       | UAE Team Emirates       | + 1' 26"    |
| 8      | Primož Roglič (SLO)    | Team Jumbo–Visma        | + 3' 18"    |
| 9      | Enric Mas (ESP)        | Movistar Team           | + 3' 55"    |
| 10     | Rigoberto Urán (COL)   | EF Education–EasyPost   | + 5' 03"    |

### Bodovací soutěž
| Pořadí | Jezdec                   | Tým                     | Body |
| ------ | ------------------------ | ----------------------- | ---- |
| 1      | Daniel Martínez (COL)    | Ineos Grenadiers        | 74   |
| 2      | Julian Alaphilippe (FRA) | Quick-Step–Alpha Vinyl  | 65   |
| 3      | Remco Evenepoel (BEL)    | Quick-Step–Alpha Vinyl  | 65   |
| 4      | Aleksandr Vlasov         | Bora–Hansgrohe          | 62   |
| 5      | Pello Bilbao (ESP)       | Team Bahrain Victorious | 61   |
| 6      | Jon Izagirre (ESP)       | Cofidis                 | 57   |
| 7      | Primož Roglič (SLO)      | Team Jumbo–Visma        | 56   |
| 8      | Marc Soler (ESP)         | UAE Team Emirates       | 45   |
| 9      | Jonas Vingegaard (DEN)   | Team Jumbo–Visma        | 38   |
| 10     | Carlos Rodríguez (ESP)   | Ineos Grenadiers        | 37   |

### Vrchařská soutěž
| Pořadí | Jezdec                   | Tým                | Body |
| ------ | ------------------------ | ------------------ | ---- |
| 1      | Cristián Rodríguez (ESP) | Team TotalEnergies | 40   |
| 2      | Davide Formolo (ITA)     | UAE Team Emirates  | 38   |
| 3      | Jonas Vingegaard (DEN)   | Team Jumbo–Visma   | 17   |
| 4      | Daniel Martínez (COL)    | Ineos Grenadiers   | 12   |
| 5      | Ibon Ruiz (ESP)          | Equipo Kern Pharma | 12   |
| 6      | Marc Soler (ESP)         | UAE Team Emirates  | 12   |
| 7      | Carlos Rodríguez (ESP)   | Ineos Grenadiers   | 10   |
| 8      | Geraint Thomas (GBR)     | Ineos Grenadiers   | 10   |
| 9      | Tony Gallopin (FRA)      | Trek–Segafredo     | 10   |
| 10     | Jon Izagirre (ESP)       | Cofidis            | 9    |

### Soutěž mladých jezdců
| Pořadí | Jezdec                   | Tým                     | Čas         |
| ------ | ------------------------ | ----------------------- | ----------- |
| 1      | Remco Evenepoel (BEL)    | Quick-Step–Alpha Vinyl  | 21h 59' 57" |
| 2      | Juan Pedro López (ESP)   | Trek–Segafredo          | + 5' 03"    |
| 3      | Felix Gall (AUT)         | AG2R Citroën Team       | + 5' 37"    |
| 4      | Ben Tulett (GBR)         | Ineos Grenadiers        | + 13' 04"   |
| 5      | Carlos Rodríguez (ESP)   | Ineos Grenadiers        | + 14' 41"   |
| 6      | Andreas Leknessund (NOR) | Team DSM                | + 16' 17"   |
| 7      | Igor Arrieta (ESP)       | Equipo Kern Pharma      | + 23' 38"   |
| 8      | Gino Mäder (SUI)         | Team Bahrain Victorious | + 29' 21"   |
| 9      | Mauri Vansevenant (BEL)  | Quick-Step–Alpha Vinyl  | + 36' 33"   |
| 10     | Ibon Ruiz (ESP)          | Equipo Kern Pharma      | + 51' 00"   |

### Soutěž Basků
| Pořadí | Jezdec                | Tým                     | Čas          |
| ------ | --------------------- | ----------------------- | ------------ |
| 1      | Jon Izagirre (ESP)    | Cofidis                 | 21h 59' 47"  |
| 2      | Pello Bilbao (ESP)    | Team Bahrain Victorious | + 21"        |
| 3      | Jonathan Lastra (ESP) | Caja Rural–Seguros RGA  | + 8' 32"     |
| 4      | Mikel Bizkarra (ESP)  | Euskaltel–Euskadi       | + 12' 57"    |
| 5      | Gorka Izagirre (ESP)  | Movistar Team           | + 20' 12"    |
| 6      | Igor Arrieta (ESP)    | Equipo Kern Pharma      | + 23' 48"    |
| 7      | Gotzon Martín (ESP)   | Euskaltel–Euskadi       | + 30' 10"    |
| 8      | Óscar Rodríguez (ESP) | Movistar Team           | + 40' 47"    |
| 9      | Ibon Ruiz (ESP)       | Equipo Kern Pharma      | + 51' 10"    |
| 10     | Xabier Isasa (ESP)    | Euskaltel–Euskadi       | + 1h 10' 23" |

### Soutěž týmů
| Pořadí | Tým                     | Čas         |
| ------ | ----------------------- | ----------- |
| 1      | Ineos Grenadiers        | 66h 20' 44" |
| 2      | UAE Team Emirates       | + 1' 16"    |
| 3      | Team Jumbo–Visma        | + 11' 25"   |
| 4      | Team Bahrain Victorious | + 11' 47"   |
| 5      | Movistar Team           | + 13' 35"   |
| 6      | Groupama–FDJ            | + 18' 16"   |
| 7      | Trek–Segafredo          | + 22' 09"   |
| 8      | Quick-Step–Alpha Vinyl  | + 29' 34"   |
| 9      | Cofidis                 | + 31' 30"   |
| 10     | Caja Rural–Seguros RGA  | + 32' 47"   |